# Santa Maria in Via (församling)
Santa Maria in Via är en församling i Roms stift.
Till församlingen Santa Maria in Via hör följande kyrkobyggnader:
- Santa Maria in Via
- Santa Maria in Trivio
- Santi Claudio e Andrea dei Borgognoni
- Santi Vincenzo e Anastasio a Fontana di Trevi
- Santa Rita da Cascia alle Vergini
- Santissimo Crocifisso al Corso
- Santissimo Sacramento al Tritone